# Граф Леннокс

Герб графов Леннокс

Граф Леннокс — наследственный титул правителей области Леннокс в средневековом королевстве Шотландия (первоначально — мормэр). Первым известным мормэром Леннокса был Элвин I, правивший в конце 12 века. Последней графиней Леннокса была Изабелла (ум. 1458), жена Мердока Стюарта, герцога Олбани.
В 1488 году титул графа Леннокса был предоставлен Джону Стюарту, лорду Дарнли (ум. 1495). В 1581 году граф Леннокс был возведен в степень герцога Леннокса.

## МормэрыЛеннокса
- ок. 1160 — до 1178: Элвин I, граф Леннокс (ум. до 1178)
- до 1178—1217: Элвин II, граф Леннокс (ум. 1217), сын и преемник предыдущего
- 1217—1250: Малдун, граф Леннокс (ум. 1250), сын предыдущего
- 1250—1303: Малькольм I, граф Леннокс (ум. 1303), сын предыдущего
- 1303—1333: Малькольм II, граф Леннокс (ум. 1333), сын и преемник предыдущего
- 1333—1365: Дональд, граф Леннокс (ум. 1365), старший сын предыдущего
- 1365—1385: Маргарет, графиня Леннокс (ум. 1388/1392), дочь и наследница Дональда, муж — Уолтер де Фослен, де-факто мормэр Леннокса (1365—1385), потомок 2-го мормэра
- 1385—1425: Дункан, граф Леннокс (ум. 1425), старший сын Маргарет и Уолтера де Фослена
- 1437—1458: Изабелла, графиня Леннокс (ум. 1458), муж с 1392 года Мердок Стюарт, 2-й герцог Олбани (1362—1425)

## Графы Леннокса, вторая креация (1488)

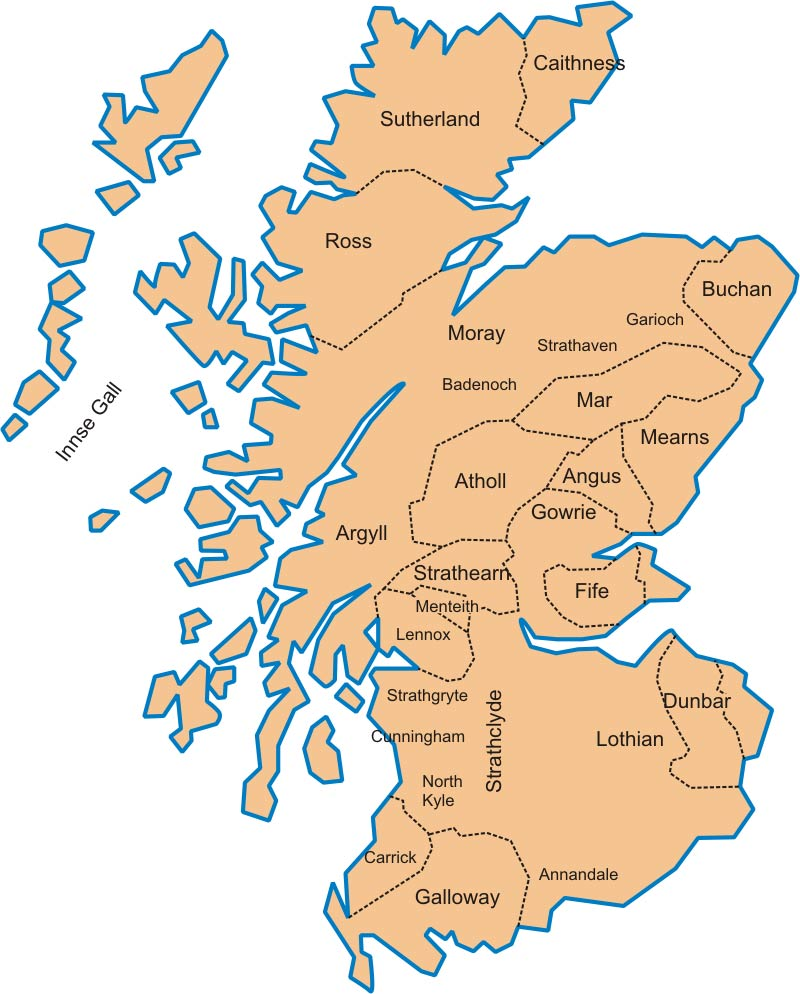
Историческая провинция Леннокс на карте Шотландии

- 1488—1495: Джон Стюарт, 1-й граф Леннокс, лорд Дарнли (ум. 1495)
- 1495—1513: Мэтью Стюарт, 2-й граф Леннокс (1488—1513)
- 1513—1526: Джон Стюарт, 3-й граф Леннокс (ок. 1490—1526)
- 1526—1571: Мэтью Стюарт, 4-й граф Леннокс (1516—1571)
  - Генри Стюарт, лорд Дарнли (1545—1567), старший сын и наследник Мэтью Стюарта, но ранее умершего отца; муж с 1565 года Марии Стюарт, королевы Шотландии, и отец короля Шотландии Якова VI Стюарта. После вступления в 1567 году Якова VI на шотландский королевский трон титул графа Леннокса отошел к короне.

## Графы Леннокса, третья креация (1571)
- 1571—1576: Чарльз Стюарт, 1-й граф Леннокс (1555—1576), второй сын Мэтью Стюарта, 4-го графа Леннокса
- 1576—1578: Леди Арабелла Стюарт, 2-я графиня Леннокс (1575—1615), единственная дочь Чарльза Стюарта, 5-го графа Леннокса, и Элизабет Кавендиш.

## Графы Леннокса, четвертая креация (1578)
- 1578—1586: Роберт Стюарт, 1-й граф Леннокс (1516—1586), второй сын Джона Стюарта, 3-го графа Леннокса

## Графы Леннокса, пятое создание (1580)
Другие титулы: лорд Дарнли, Обиньи и Далкейт (1580)
- 1580—1583: Эсме Стюарт, 1-й граф Леннокс (1542—1583), Единственный сын Джона Стюарта (ок. 1519 — 1567), 5-го сеньора д’Обиньи (1543—1567), и Анны де Ла Кёй, внук Джона Стюарта, 3-го графа Леннокса, племянник Мэтью, 4-го графа и Роберта, 1-го (6-го) графа.

## Герцоги Леннокса, первая креация (1581)
- 1581—1583: Эсме Стюарт, 1-й герцог Леннокс, 1-й граф Леннокс (1542—1583), сын Джона Стюарта (ок. 1519—1567), 5-го сеньора д’Обиньи (1543—1567), и Анны де Ла Кёй (ум. ок. 1579), внук Джона Стюарта, 3-го графа Леннокса.
- 1583—1623: Людовик Стюарт, 2-й герцог Леннокс, 1-й герцог Ричмонд, 2-й граф Леннокс (1574—1623), старший сын Эсме Стюарта (1542—1583), 1-го герцога Леннокса (1581—1583), и Кэтрин де Бальзак
- 1623—1624: Эсме Стюарт, 3-й герцог Леннокс, 3-й граф Леннокс (1579—1624), младший (второй) сын Эсме Стюарта (1542—1583), 1-го герцога Леннокса (1581—1583), и Кэтрин де Бальзак.
- 1624—1655: Джеймс Стюарт, 4-й герцог Леннокс, 1-й герцог Ричмонд, 4-й граф Леннокс (1612—1655), старший сын Эсме Стюарта (1579—1624), 1-го графа Марча и 3-го герцога Леннокса, и Кэтрин Клифтон, 2-й баронессы Клифтон
- 1655—1660: Эсме Стюарт, 5-й герцог Леннокс, 2-й герцог Ричмонд, 5-й герцог Леннокс (1649—1660), сын Джеймса Стюарта (1612—1655), 4-го герцога Леннокса (1624—1655) и 1-й герцога Ричмонда (1641—1655), и Мэри Вильерс (1622—1685), дочери Джорджа Вильерса, 1-го герцога Бекингема.
- 1660—1672: Чарльз Стюарт, 6-й герцог Леннокс, 3-й герцог Ричмонд, 6-й граф Леннокс (1639—1672), единственный сын Джорджа Стюарта (1618—1642), 9-го сеньора д’Обиньи (1632—1642), и Кэтрин Говард (ум. 1650), дочери Теофилия Говарда, 2-го графа Саффолка, и Элизабет Хоум. Внук Эсме Стюарта, 3-го герцога Леннокса.